# Robert Mangold
Robert Mangold (* 12. října 1937) je americký minimalistický malíř.

## Život
Narodil se roku 1937 ve městě North Tonawanda v americkém státě New York. V letech 1956 až 1959 studoval umění na Cleveland Institute of Art a následně až do roku 1963 na Yaleově univerzitě. Svou první samostatnou výstavu měl v roce 1965. Téhož roku byl součástí výstavy minimalistických umělců v newyorském Židovském muzeu. Maloval abstraktní obrazy velkých rozměrů. Roku 1961 se jeho manželkou stala malířka Sylvia Plimack Mangold, jejich synem je filmový režisér a scenárista James Mangold.